# Psyrassa jaumei
Psyrassa jaumei là một loài bọ cánh cứng trong họ Cerambycidae.